# Виборчий округ 181
Виборчий округ 181 — виборчий округ в Харківській області. В сучасному вигляді був утворений 28 квітня 2012 постановою ЦВК №82 (до цього моменту існувала інша система виборчих округів). Окружна виборча комісія цього округу розташовується в Зміївському центрі дитячої та юнацької творчості за адресою м. Зміїв, майдан Соборний, 1.
До складу округу входять Зміївський район та частина Харківського району (село Коропи і все що південніше нього, окрім території навколо міста Люботин). Виборчий округ 181 межує з округами 175, 174, 173, 171 і 172 на півночі, з округом 176 на сході, з округом 178 на півдні та з округом 180 на заході. Виборчий округ №181 складається з виборчих дільниць під номерами 630395-630442, 630779-630809, 630823-630828, 630832, 630837-630839, 630846-630847, 630860-630873, 630880 та 630882-630883.

## Народні депутати від округу
| Ім'я                         | Фото | Партія          | Скликання | Дата набуття повноважень | Дата припинення повноважень |
| ---------------------------- | ---- | --------------- | --------- | ------------------------ | --------------------------- |
| Мураєв Євгеній Володимирович |      | Партія регіонів | 7-ме      | 12 грудня 2012           | 27 листопада 2014           |
| Мураєв Євгеній Володимирович |      | самовисуванець  | 8-ме      | 27 листопада 2014        | 29 серпня 2019              |
| Микиша Дмитро Сергійович     |      | Слуга народу    | 9-те      | 29 серпня 2019           |                             |

## Результати виборів

### Парламентські

#### 2019
Кандидати-мажоритарники:
- Микиша Дмитро Сергійович (Слуга народу)
- Мураєва Валерія Олегівна (самовисування)
- Юрков Володимир Іванович (Опозиційна платформа — За життя)
- Кошеленко Віталій Анатолійович (самовисування)
- Строгий Олександр Федорович (самовисування)
- Фисун Артем Миколайович (самовисування)
- Сапелкін Микола Сергійович (Європейська Солідарність)
- Портнов Артем Васильович (Сила і честь)
- Казаков Олег Євгенович (самовисування)
- Кузьменко Григорій Іванович (Аграрна партія України)

#### 2014
Кандидати-мажоритарники:
- Мураєв Євгеній Володимирович (самовисування)
- Глушко Вадим Олександрович (Блок Петра Порошенка)
- Шмиголь Олександр Миколайович (Народний фронт)
- Груба Сергій Володимирович (Радикальна партія)
- Гірман Олег Сергійович (самовисування)
- Макаренко Валерій Сергійович (Батьківщина)
- Шейко Олександр Петрович (Сильна Україна)
- Гузь Василь Іванович (самовисування)
- Тесля Валерій Володимирович (самовисування)
- Мельник Олександр Михайлович (самовисування)
- Соколовський Олексій Євгенійович (самовисування)
- Дериволков Сергій Миколайович (Блок лівих сил України)
- Гончаренко Сергій Володимирович (Ліберальна партія України)
- Георгіян Артем Павлович (самовисування)
- Розумний Сергій Михайлович (самовисування)

#### 2012
Кандидати-мажоритарники:
- Мураєв Євгеній Володимирович (Партія регіонів)
- Ярмолюк Михайло Михайлович (УДАР)
- Веніславський Федір Володимирович (самовисування)
- Ребров Олександр Володимирович (Комуністична партія України)
- Легеза Галина Василівна (самовисування)
- Макаренко Валерій Сергійович (самовисування)
- Дзябко Віктор Васильович (самовисування)
- Кадимян Артур Місакович (самовисування)

## Явка
Явка виборців на окрузі: